# Het leven van een loser (boekenreeks)
Het leven van een loser (Engels: Diary of a Wimpy Kid) is een geïllustreerde humoristische boekenserie van de Amerikaanse schrijver, striptekenaar en computerspellenontwerper Jeff Kinney. De boeken zijn in het Nederlands vertaald door Uitgeverij De Fontein. Het eerste boek verscheen in de Verenigde Staten  in april 2007 en stond op nummer één op de New York Times-bestsellerlijst.
De boeken zijn allemaal logboeken van de hoofdpersoon, die Bram Botermans heet. Omdat het een logboek van een kind is staat het vol met "handgeschreven" teksten en simpele tekeningen van wat hij elke dag meemaakt. Vanaf de tijd dat er een online versie van is gemaakt geniet het een erg hoge populariteit en economisch succes.
De serie werd verfilmd door 20th Century Fox. De eerste film, Diary of a Wimpy Kid, kwam uit in 2010. De tweede film, Diary of a Wimpy Kid: Rodrick Rules verscheen in 2011, de derde film, Diary of a Wimpy Kid: Dog Days, in 2012 en de vierde, Diary of a Wimpy Kid: The Long Haul, in 2017. 

## Delen
| Nr. in de serie      | Oorspronkelijke titel                        | Uitgavedatum (VS) | Nederlandse titel                                   | Uitgavedatum (NL/BE) |
| -------------------- | -------------------------------------------- | ----------------- | --------------------------------------------------- | -------------------- |
| 1                    | Diary of a Wimpy Kid: Greg Heffley's journal | 6 april 2007      | Het leven van een loser: logboek van Bram Botermans | 18 augustus 2009     |
| 2                    | Diary of a Wimpy Kid: Rodrick Rules          | 1 februari 2008   | Het leven van een loser: vette pech!                | 1 juli 2010          |
| Geen nr. in de serie | The Wimpy Kid Do-It-Yourself Book            | 1 oktober 2008    | Jouw leven als loser                                | 12 februari 2013     |
| 3                    | Diary of a Wimpy Kid: The Last Straw         | 13 januari 2009   | Het leven van een loser: bekijk het maar!           | 1 februari 2011      |
| 4                    | Diary of a Wimpy Kid: Dog Days               | 12 oktober 2009   | Het leven van een loser: een hondenleven            | 7 februari 2012      |
| 5                    | Diary of a Wimpy Kid: The Ugly Truth         | 9 november 2010   | Het leven van een loser: niet te doen!              | 14 juni 2012         |
| 6                    | Diary of a Wimpy Kid: Cabin Fever            | 15 november 2011  | Het leven van een loser: geen paniek!               | 6 november 2012      |
| Geen nr. in de serie | The Wimpy Kid Movie Diary                    | 26 juni 2012      | Het leven van een loser: niet te filmen!            | 22 oktober 2013      |
| 7                    | Diary of a Wimpy Kid: The Third Wheel        | 13 november 2012  | Het leven van een loser: zwaar de klos!             | 24 mei 2013          |
| 8                    | Diary of a Wimpy Kid: Hard Luck              | 5 november 2013   | Het leven van een loser: gedumpt                    | 20 februari 2015     |
| 9                    | Diary of a Wimpy Kid: The Long Haul          | 4 november 2014   | Het leven van een loser: flutvakantie               | 2 juni 2015          |
| 10                   | Diary of a Wimpy Kid: Old School             | 3 november 2015   | Het leven van een loser: ff offline                 | 7 juni 2016          |
| 11                   | Diary of a Wimpy Kid: Double Down            | 1 november 2016   | Het leven van een loser: drie keer niks             | 7 juni 2017          |
| Geen nr. in de serie | The Wimpy Kid Movie Diary: The Next Chapter  | 9 mei 2017        | Het leven van een loser: achter de schermen         | 5 februari 2018      |
| 12                   | Diary of a Wimpy Kid: The Getaway            | 7 november 2017   | Het leven van een loser: wegwezen                   | 5 juni 2018          |
| 13                   | Diary of a Wimpy Kid: The Meltdown           | 30 oktober 2018   | Het leven van een loser: vet koel                   | 4 juni 2019          |
| 14                   | Diary of a Wimpy Kid: Wrecking Ball          | 5 november 2019   | Het leven van een loser: totaal gesloopt            | 3 juni 2020          |
| 15                   | Diary of a Wimpy Kid: The Deep End           | 27 oktober 2020   | Het leven van een loser: kopje-onder                | 1 juni 2021          |
| 16                   | Diary of a Wimpy Kid: Big Shot               | 26 oktober 2021   | Het leven van een loser: voltreffer                 | 8 juni 2022          |
| 17                   | Diary of a Wimpy Kid: Diper Överlöde         | 25 oktober 2022   | Het leven van een loser: het dak eraf               | 6 juni 2023          |
| 18                   | Diary of a Wimpy Kid: No Brainer             | 24 oktober 2023   | Het leven van een loser: inkoppertje                | 6 juni 2024          |
| 19                   | Diary of a Wimpy Kid: Hot Mess               | 22 oktober 2024   | Het leven van een loser: geen bal aan               | 12 juni 2025         |
| 20                   | Diary of a Wimpy Kid: Party Pooper           | 21 oktober 2025   | n.n.b.                                              | n.n.b.               |

### Het leven van een allerbeste vriend(spin-off)
| Nr. in de serie | Oorspronkelijke titel                                        | Uitgavedatum (VS) | Nederlandse titel                                               | Uitgavedatum (NL/BE) |
| --------------- | ------------------------------------------------------------ | ----------------- | --------------------------------------------------------------- | -------------------- |
| 1               | Diary of an Awesome Friendly Kid: Rowley Jefferson's Journal | 9 april 2019      | Het leven van een allerbeste vriend: Logboek van Theo Thorbecke | 15 oktober 2019      |
| 2               | Rowley Jefferson's Awesome Friendly Adventure                | 4 augustus 2020   | Het leven van een allerbeste vriend: Een episch avontuur        | 29 september 2020    |
| 3               | Rowley Jefferson's Awesome Friendly Spooky Stories           | 16 maart 2021     | Het leven van een allerbeste vriend: Grappige griezels          | 28 september 2021    |

## Bestseller 60
| Boeken met noteringen in de Nederlandse Bestseller 60 | Jaar van verschijnen | Datum van binnenkomst | Hoogste positie | Aantal weken | Opmerkingen                                                   |
| ----------------------------------------------------- | -------------------- | --------------------- | --------------- | ------------ | ------------------------------------------------------------- |
| Het leven van een loser                               | 2009                 | 20-10-2010            | 21              | 36           |                                                               |
| Het leven van een loser 2: vette pech!                | 2010                 | 20-10-2010            | 28              | 18           |                                                               |
| Het leven van een loser 3: bekijk het maar            | 2011                 | 02-03-2011            | 17              | 9            |                                                               |
| Jouw leven als Loser                                  | 2011                 | 12-10-2011            | 15              | 12           | invulboek                                                     |
| Het leven van een loser 4: een hondenleven            | 2012                 | 15-02-2012            | 4               | 21           |                                                               |
| Het leven van een loser 5: niet te doen               | 2012                 | 27-06-2012            | 6               | 27           |                                                               |
| Het leven van een loser 6: geen paniek!               | 2012                 | 21-11-2012            | 4               | 25           |                                                               |
| Het leven van een loser 7: zwaar de klos              | 2013                 | 12-06-2013            | 4               | 26           |                                                               |
| Het leven van een loser: niet te filmen!              | 2013                 | 30-10-2013            | 12              | 9            | boek over het maken van de films gebaseerd op het eerste boek |
| Het leven van een loser 8: gedumpt                    | 2014                 | 11-06-2014            | 2               | 29           |                                                               |
| Het leven van een loser 9: flutvakantie               | 2015                 | 10-06-2015            | 2               | 28           |                                                               |
| Het leven van een loser 10: ffe offline               | 2016                 | 15-06-2016            | 2               | 29           |                                                               |
| Het leven van een loser 11: drie keer niks            | 2017                 | 14-06-2017            | 2               | 29           |                                                               |
| Het leven van een loser 12: wegwezen                  | 2018                 | 13-06-2018            | 2               | 32           |                                                               |
| Het leven van een loser 13: vet koel                  | 2019                 | 12-06-2019            | 5               | 24           |                                                               |
| Het leven van een loser 14: totaal gesloopt           | 2020                 | 10-06-2020            | 6               | 22           |                                                               |
| Het leven van een loser 15: kopje-onder               | 2021                 | 09-06-2021            | 12              | 15           |                                                               |
| Het leven van een loser 16: voltreffer                | 2022                 | 15-06-2022            | 10              | 19           |                                                               |
| Het leven van een loser 17: het dak eraf              | 2023                 | 14-06-2023            | 17              | 17           |                                                               |
| Het leven van een loser 18: inkoppertje               | 2024                 | 12-06-2024            | 18              | 15           |                                                               |
| Het leven van een loser 19: geen bal aan              | 2025                 | 18-06-2025            | 19              | 9            |                                                               |